# Мантас Кністаутас
Мантас Кністаутас (лит. Mantas Knystautas; нар. 20 травня 1994, Клайпеда) — литовський борець греко-римського стилю, бронзовий призер чемпіонату світу, чемпіон Північного чемпіонату, чемпіон чемпіонату світу серед військовослужбовців, бронзовий призер Кубку світу, учасник Олімпійських ігор.

## Життєпис
Боротьбою почав займатися з 2005 року. Багаторазовий призер чемпіонатів світу і Європи в молодших вікових групах.
Виступає за спортивний клуб LOSC, Вільнюс. Тренер — Міндаугас Ежерскіс (з 2011), Олег Антошенков (з 2010), Артурас Севелковас (з 2005).

## Спортивні результати на міжнародних змаганнях

### Виступи на Олімпіадах
| Змагання                    | Збірна | Вагова категорія                  | Місце |
| --------------------------- | ------ | --------------------------------- | ----- |
| Літні Олімпійські ігри 2020 | Литва  | греко-римська боротьба, до 130 кг | 10    |

### Виступи на Чемпіонатах світу
| Змагання                        | Збірна | Вагова категорія                  | Місце  |
| ------------------------------- | ------ | --------------------------------- | ------ |
| Чемпіонат світу з боротьби 2017 | Литва  | греко-римська боротьба, до 130 кг | 16     |
| Чемпіонат світу з боротьби 2018 | Литва  | греко-римська боротьба, до 130 кг | 12     |
| Чемпіонат світу з боротьби 2019 | Литва  | греко-римська боротьба, до 130 кг | 15     |
| Чемпіонат світу з боротьби 2021 | Литва  | греко-римська боротьба, до 130 кг | 13     |
| Чемпіонат світу з боротьби 2022 | Литва  | греко-римська боротьба, до 130 кг | Бронза |

### Виступи на Чемпіонатах Європи
| Змагання                         | Збірна | Вагова категорія                  | Місце |
| -------------------------------- | ------ | --------------------------------- | ----- |
| Чемпіонат Європи з боротьби 2017 | Литва  | греко-римська боротьба, до 130 кг | 10    |
| Чемпіонат Європи з боротьби 2018 | Литва  | греко-римська боротьба, до 130 кг | 7     |
| Чемпіонат Європи з боротьби 2022 | Литва  | греко-римська боротьба, до 130 кг | 9     |
| Чемпіонат Європи з боротьби 2023 | Литва  | греко-римська боротьба, до 130 кг | 5     |

### Виступи на Європейських іграх
| Змагання              | Збірна | Вагова категорія                  | Місце |
| --------------------- | ------ | --------------------------------- | ----- |
| Європейські ігри 2015 | Литва  | греко-римська боротьба, до 130 кг | 10    |

### Виступи на Кубках світу
| Змагання                    | Збірна | Вагова категорія | Місце  |
| --------------------------- | ------ | ---------------- | ------ |
| Кубок світу з боротьби 2022 | Литва  | команда          | Бронза |

### Виступи на Чемпіонатах світу серед військовослужбовців
| Змагання                                                  | Збірна | Вагова категорія                  | Місце  |
| --------------------------------------------------------- | ------ | --------------------------------- | ------ |
| Чемпіонат світу з боротьби серед військовослужбовців 2017 | Литва  | греко-римська боротьба, до 130 кг | Золото |

### Виступи на Північних чемпіонатах
| Змагання                            | Збірна | Вагова категорія                  | Місце  |
| ----------------------------------- | ------ | --------------------------------- | ------ |
| Північний чемпіонат з боротьби 2017 | Литва  | греко-римська боротьба, до 130 кг | Золото |

### Виступи на інших змаганнях
| Змагання                                                         | Збірна | Вагова категорія                  | Місце  |
| ---------------------------------------------------------------- | ------ | --------------------------------- | ------ |
| Меморіал Кристьяна Палусалу 2012                                 | Литва  | греко-римська боротьба, до 120 кг | 7      |
| Кубок Вантаа з боротьби 2013                                     | Литва  | греко-римська боротьба, до 120 кг | Бронза |
| Меморіал Олега Караваєва 2013                                    | Литва  | греко-римська боротьба, до 120 кг | 8      |
| Меморіал Кристьяна Палусалу 2014                                 | Литва  | греко-римська боротьба, до 130 кг | Бронза |
| Кубок Владислава Пітласинські 2015                               | Литва  | греко-римська боротьба, до 130 кг | 13     |
| Меморіал Кристьяна Палусалу 2015                                 | Литва  | греко-римська боротьба, до 130 кг | Золото |
| Турнір Германа Каре 2016                                         | Литва  | греко-римська боротьба, до 130 кг | Золото |
| Гран-прі Угорщини з боротьби 2016                                | Литва  | греко-римська боротьба, до 130 кг | 7      |
| Тор Мастерс 2016                                                 | Литва  | греко-римська боротьба, до 130 кг | Бронза |
| Олімпійський кваліфікаційний турнір з боротьби 2016 (Улан-Батор) | Литва  | греко-римська боротьба, до 130 кг | 12     |
| Олімпійський кваліфікаційний турнір з боротьби 2016 (Стамбул)    | Литва  | греко-римська боротьба, до 130 кг | 11     |
| Кубок Владислава Пітласинські 2016                               | Литва  | греко-римська боротьба, до 130 кг | 9      |
| Гран-прі Німеччини з боротьби 2016                               | Литва  | греко-римська боротьба, до 130 кг | Бронза |
| Кубок Арво Хаавісто 2016                                         | Литва  | греко-римська боротьба, до 130 кг | Срібло |
| Турнір Германа Каре 2017                                         | Литва  | греко-римська боротьба, до 130 кг | Золото |
| Кубок Владислава Пітласинські 2017                               | Литва  | греко-римська боротьба, до 130 кг | Срібло |
| Турнір Германа Каре 2018                                         | Литва  | греко-римська боротьба, до 130 кг | Золото |
| Тор Мастерс 2018                                                 | Литва  | греко-римська боротьба, до 130 кг | Бронза |
| Меморіал Кристьяна Палусалу 2018                                 | Литва  | греко-римська боротьба, до 130 кг | Срібло |
| Турнір Вехбі Емре і Гаміта Каплана 2018                          | Литва  | греко-римська боротьба, до 130 кг | 5      |
| Гран-прі Німеччини з боротьби 2018                               | Литва  | греко-римська боротьба, до 130 кг | Срібло |
| Кубок Владислава Пітласинські 2018                               | Литва  | греко-римська боротьба, до 130 кг | Золото |
| Турнір Германа Каре 2019                                         | Литва  | греко-римська боротьба, до 130 кг | Золото |
| Гран-прі Німеччини з боротьби 2019                               | Литва  | греко-римська боротьба, до 130 кг | 5      |
| Гран-прі Загреба з боротьби 2021                                 | Литва  | греко-римська боротьба, до 130 кг | Бронза |
| Олімпійський кваліфікаційний турнір з боротьби 2020 (Будапешт)   | Литва  | греко-римська боротьба, до 130 кг | Срібло |
| Кубок Владислава Пітласинські 2021                               | Литва  | греко-римська боротьба, до 130 кг | 8      |
| Тор Мастерс 2021                                                 | Литва  | греко-римська боротьба, до 130 кг | 7      |
| Турнір Германа Каре 2022                                         | Литва  | греко-римська боротьба, до 130 кг | Золото |
| Турнір Вехбі Емре і Гаміта Каплана 2022                          | Литва  | греко-римська боротьба, до 130 кг | 9      |
| Меморіал Маттео Пелліконе 2022                                   | Литва  | греко-римська боротьба, до 130 кг | Бронза |
| Кубок Владислава Пітласинські 2022                               | Литва  | греко-римська боротьба, до 130 кг | Золото |
| Гран-прі Німеччини з боротьби 2022                               | Литва  | греко-римська боротьба, до 130 кг | Золото |
| Гран-прі Франції Анрі Деглана 2023                               | Литва  | греко-римська боротьба, до 130 кг | Бронза |
| Відкритий чемпіонат Загреба з боротьби 2023                      | Литва  | греко-римська боротьба, до 130 кг | 13     |
| Тор Мастерс 2023                                                 | Литва  | греко-римська боротьба, до 130 кг | Золото |

### Виступи на змаганнях молодших вікових груп
| Змагання                                          | Збірна | Вагова категорія                  | Місце  |
| ------------------------------------------------- | ------ | --------------------------------- | ------ |
| Північний чемпіонат з боротьби серед кадетів 2011 | Литва  | греко-римська боротьба, до 100 кг | Золото |
| Чемпіонат Європи з боротьби серед кадетів 2011    | Литва  | греко-римська боротьба, до 100 кг | Срібло |
| Чемпіонат світу з боротьби серед кадетів 2011     | Литва  | греко-римська боротьба, до 100 кг | 15     |
| Чемпіонат Європи з боротьби серед юніорів 2012    | Литва  | греко-римська боротьба, до 120 кг | 5      |
| Чемпіонат Європи з боротьби серед юніорів 2013    | Литва  | греко-римська боротьба, до 120 кг | Срібло |
| Чемпіонат світу з боротьби серед юніорів 2013     | Литва  | греко-римська боротьба, до 120 кг | 7      |
| Чемпіонат Європи з боротьби серед юніорів 2014    | Литва  | греко-римська боротьба, до 120 кг | Срібло |
| Чемпіонат світу з боротьби серед юніорів 2014     | Литва  | греко-римська боротьба, до 120 кг | Срібло |
| Чемпіонат Європи з боротьби серед молоді 2015     | Литва  | греко-римська боротьба, до 130 кг | 5      |
| Чемпіонат Європи з боротьби серед молоді 2016     | Литва  | греко-римська боротьба, до 130 кг | Бронза |
| Чемпіонат Європи з боротьби серед молоді 2017     | Литва  | греко-римська боротьба, до 130 кг | Срібло |
| Чемпіонат світу з боротьби серед молоді 2017      | Литва  | греко-римська боротьба, до 130 кг | Бронза |